# Cei Patru Mari (Primul Război Mondial)

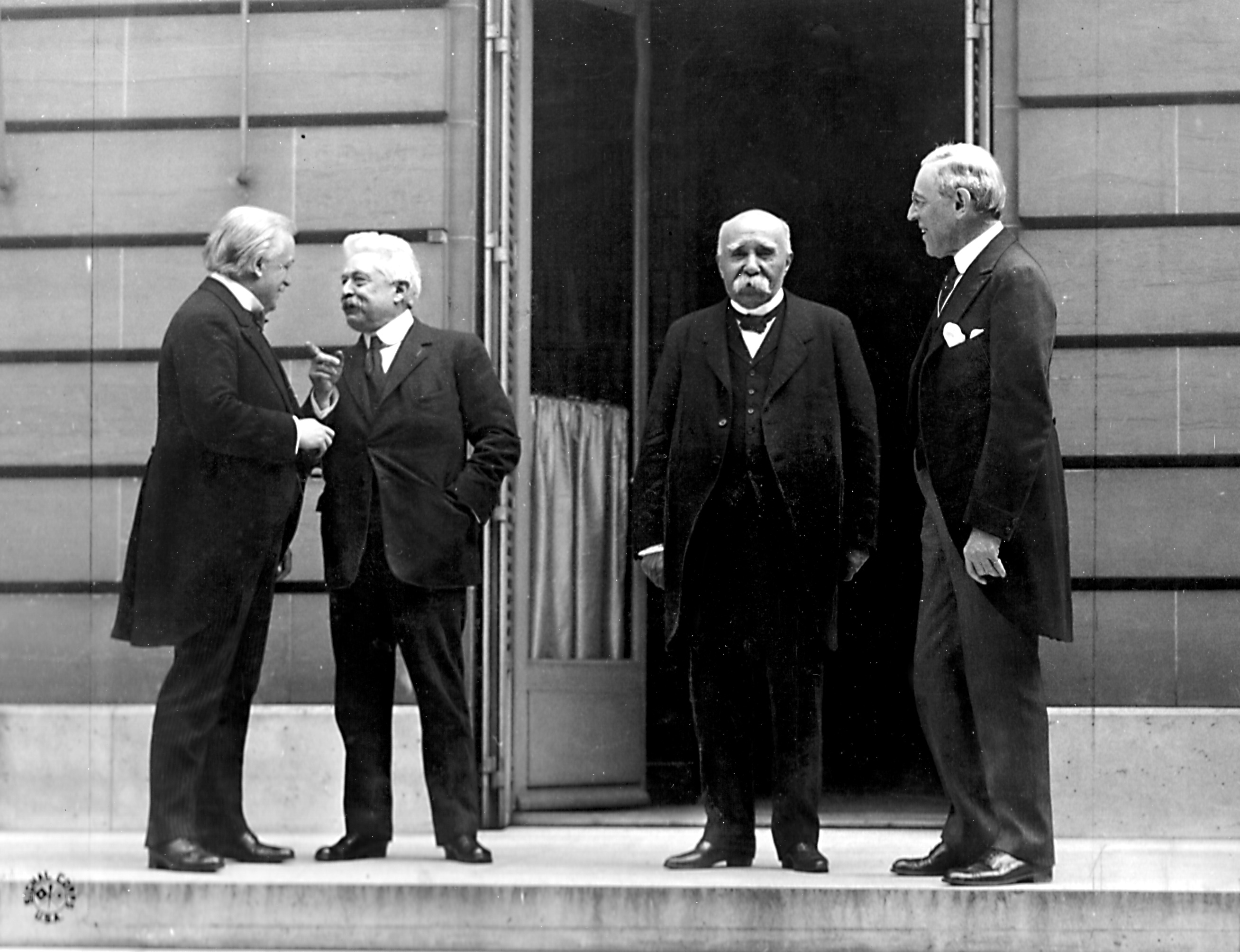
Consiliul de Patru de la stânga la dreapta: David Lloyd George, Vittorio Emanuele Orlando, Georges Clemenceau și Woodrow Wilson la Versailles.

Cei Patru Mari sau Cele Patru Națiuni se referă la cele patru mari puteri aliate din Primul Război Mondial  și liderii lor care s-au întâlnit pentru prima oară la Conferința de Pace de la Paris din ianuarie 1919. Cei Patru Mari sunt de asemenea cunoscuți cu numele de Consiliul celor Patru. Acesta a fost compus de Woodrow Wilson, președintele Statelor Unite, David Lloyd George,  premierul Regatului Unit, Vittorio Emanuele Orlando, premierul Italiei și Georges Clemenceau premierul Franței.

## Woodrow Wilson

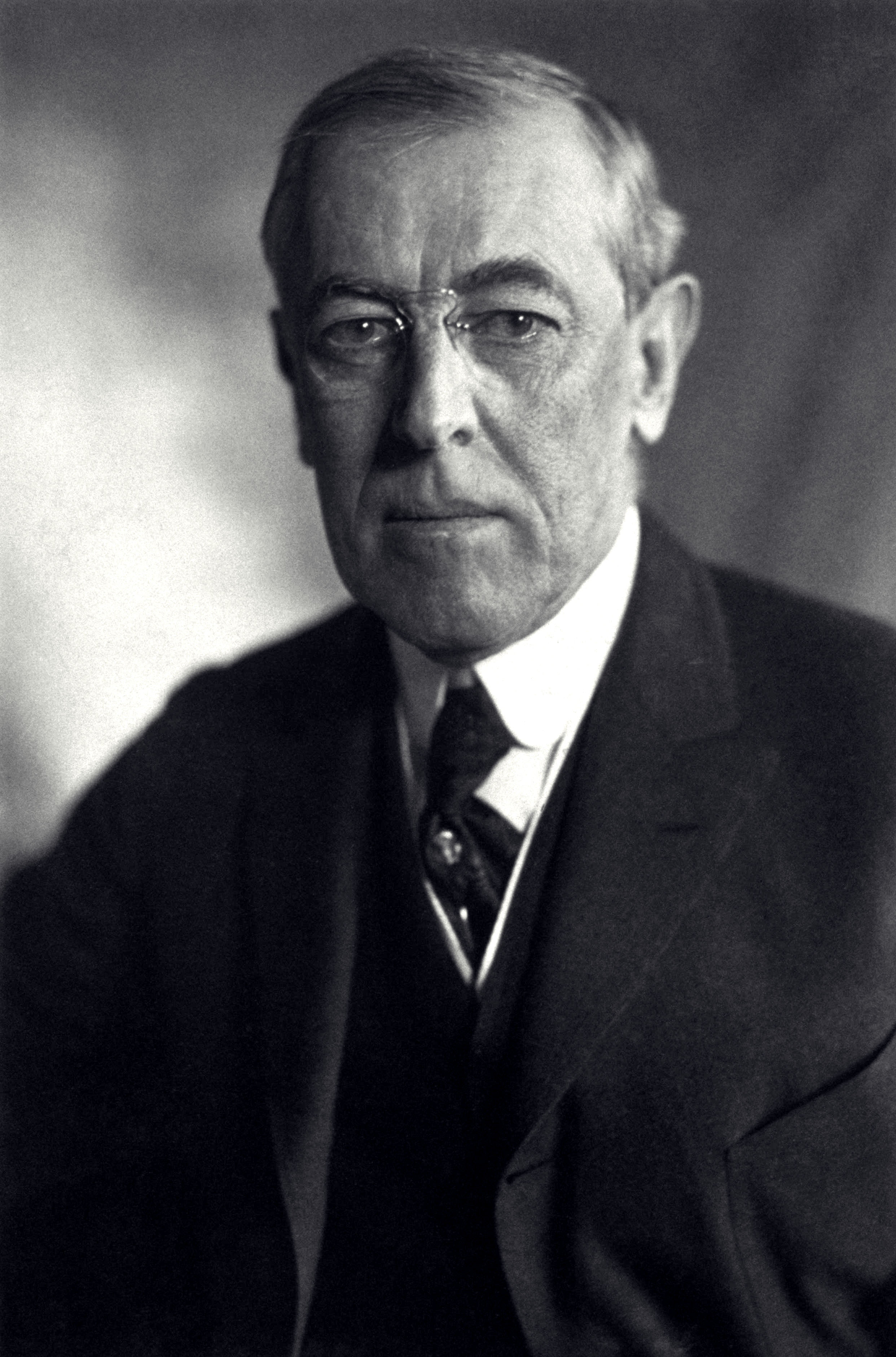
Fotografie al lui Thomas Woodrow Wilson, 1919.

Woodrow Wilson (28 decembrie 1856 – 3 februarie 1924) a fost ales președinte al Statelor Unite în 1912 pe baza unei agende care privea rezolvarea problemelor interne, și reales în 1916. El și-a bazat în campania prezidențială din 1916 pe sloganul „He kept us out of war” (El ne-a ferit de război) și a lucrat din greu pentru a intermedia o pace de compromis. La începutul lunii 1917,  Berlinul a decis să lanseze războiul submarin total prin care se dorea scufundarea navelor americane care aduceau provizii în Marea Britanie; în Telegrama Zimmermann s-a propus o alianță militară cu Mexicul pentru lupta împotriva SUA. SUA era slab înarmată, atunci când a intrat în război în aprilie 1917, dar dispunea de milioane de rezerviști gata să fie înrolați, miliarde de dolari și uriașe rezerve de materii prime de care era nevoie în tabăra aliaților. Din punct de vedere oficial, președintele Wilson a menținut SUA independentă de aliați. În 1918, Wilson a preluat personal controlul negocierilor cu Germania, inclusiv de armistițiu. De o mare importanță a fost publicarea  celor Paisprezece Puncte, concepția sa pentru organizarea lumii postbelice în așa fel încât să se evite un alt conflict devastator. Viziunea președintelui american a avut un impact enorm asupra ambelor tabere aflate în  conflict în Europa, și l-a făcut vedetă la Paris. Un lider al Mișcării Progresiste, președintele a format un grup de consilieri cu cea mai înaltă calificare din diferite domenii academice, pentru a-l ajuta la Paris. Personalitatea lui neîncrezătoare l-a făcut să renunțe la  o serie de consilieri apropiați, cel mai important fiind Edward M. House. Wilson a făcut o mare greșeală când a refuzat să includă în delegația americană vreun politician important republican. Aceasta a politizat nepermis de mult dezbaterile din țară și a slăbit sprijinul de care se bucura inițial. Obiectivul său principal a fost o soluție pe termen lung pentru evitarea războiului bazată pe Liga Națiunilor și autodeterminarea a națiunilor. El a acordat o atenție deosebită procesului de apariție a noi națiuni pe teritoriile imperiilor europene, care s-au prăbușit la sfârșitul războiului, și s-a opus condițiilor dure de pace și reparațiilor de război impuse Germaniei. Woodrow Wilson, un  pbiterian foarte credincios, a apelat deseori la o evanghelie de serviciu și infuzat un profund sentiment de moralism în internaționalismul său idealist, care a primit mai târziu numele de Wilsonianism. Wilsonianismul  cerea Statelor Unite să intre în arena politică mondială pentru lupta pentru democrație, această orientare rămânând neschimbată până în zilele noastre.

## David Lloyd George

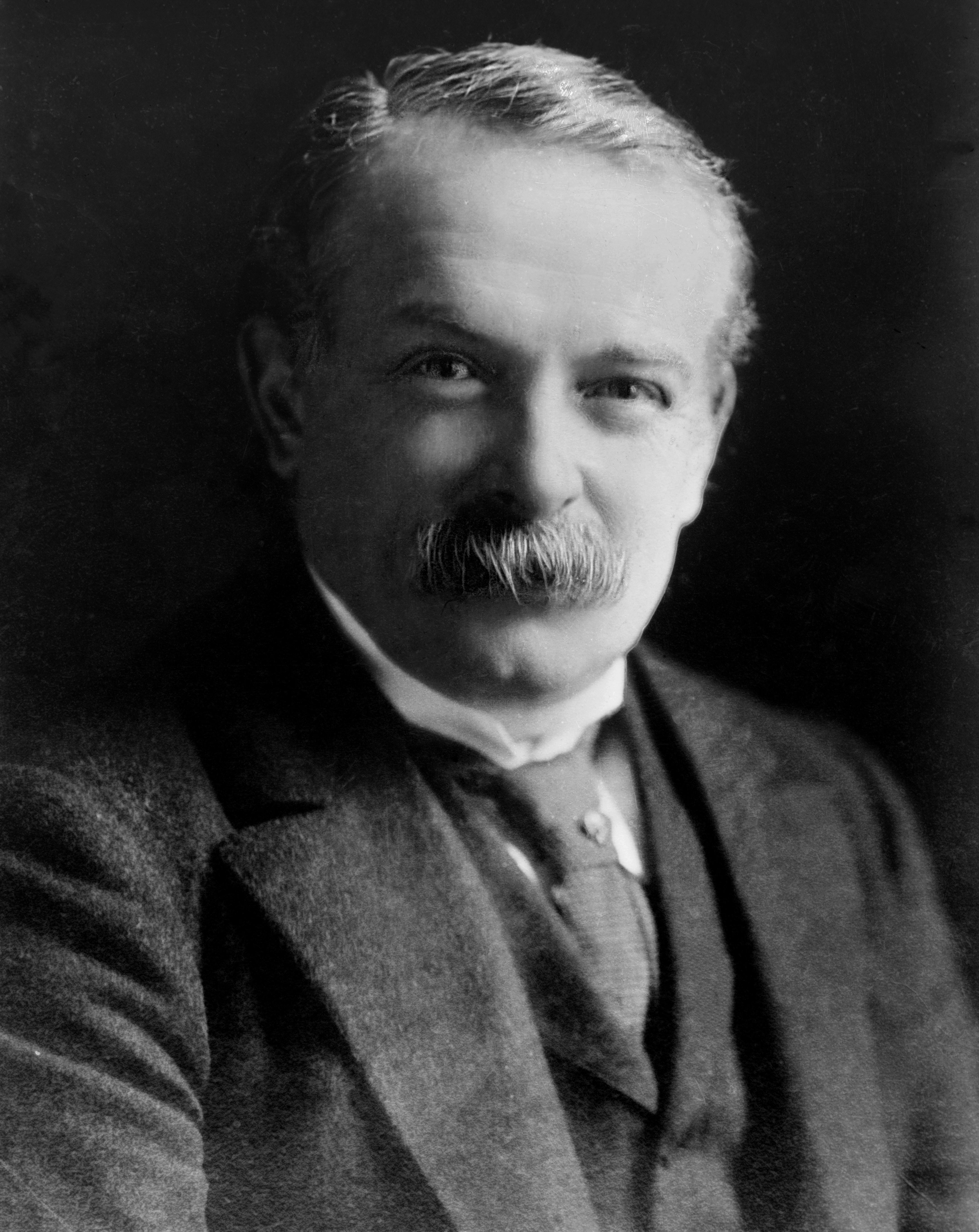
David Lloyd George, prim-ministru al Regatului Unit

David Lloyd George, (1863-1945) a fost un liberal britanic și un lider extrem de eficient de guvernul de coaliție, El a preluat puterea la sfârșitul anului 1916 și a gestionat efortul de război britanic. Cu toate acestea, guvernul lui de coaliție a fost susținut mai degrabă de conservatori, decât de colegii liberali, iar această ruptură a fost factor cheie în declinul Partidului Liberal pe scena politică britanică. 
El a câștigat o victorie răsunătoare în alegerile din 1918, care au fost organizate imediat după încheierea războiului. În campania electorală el a avut un discurs foarte dur la adresa Germaniei. În ciuda acestui fapt, el a avut o poziție mult mai moderată la Conferința de la Paris. Spre deosebire de Clemenceau și Orlando, Lloyd George nu a vrut să distrugă economia și sistemul politic germane (așa cum cerea Clemenceau) prin pretinderea unor despăgubiri de război uriașe. Când a fost întrebat cum s-a simțit  la conferința de pace, el  a comentat:: „Destul de bine, având în vedere că am fost așezat între Isus Hristos și Napoleon [Wilson și Clemenceau]."
S-a spus că „Lloyd George a fost cel mai amabil și mai flexibil, și el a fost, probabil, cel mai bun la negociere”. In an article from the New York Times, it says that "Lloyd George was a pragmatist determined to protect and expand the interests of the British Empire."

## Vittorio Emanuele Orlando

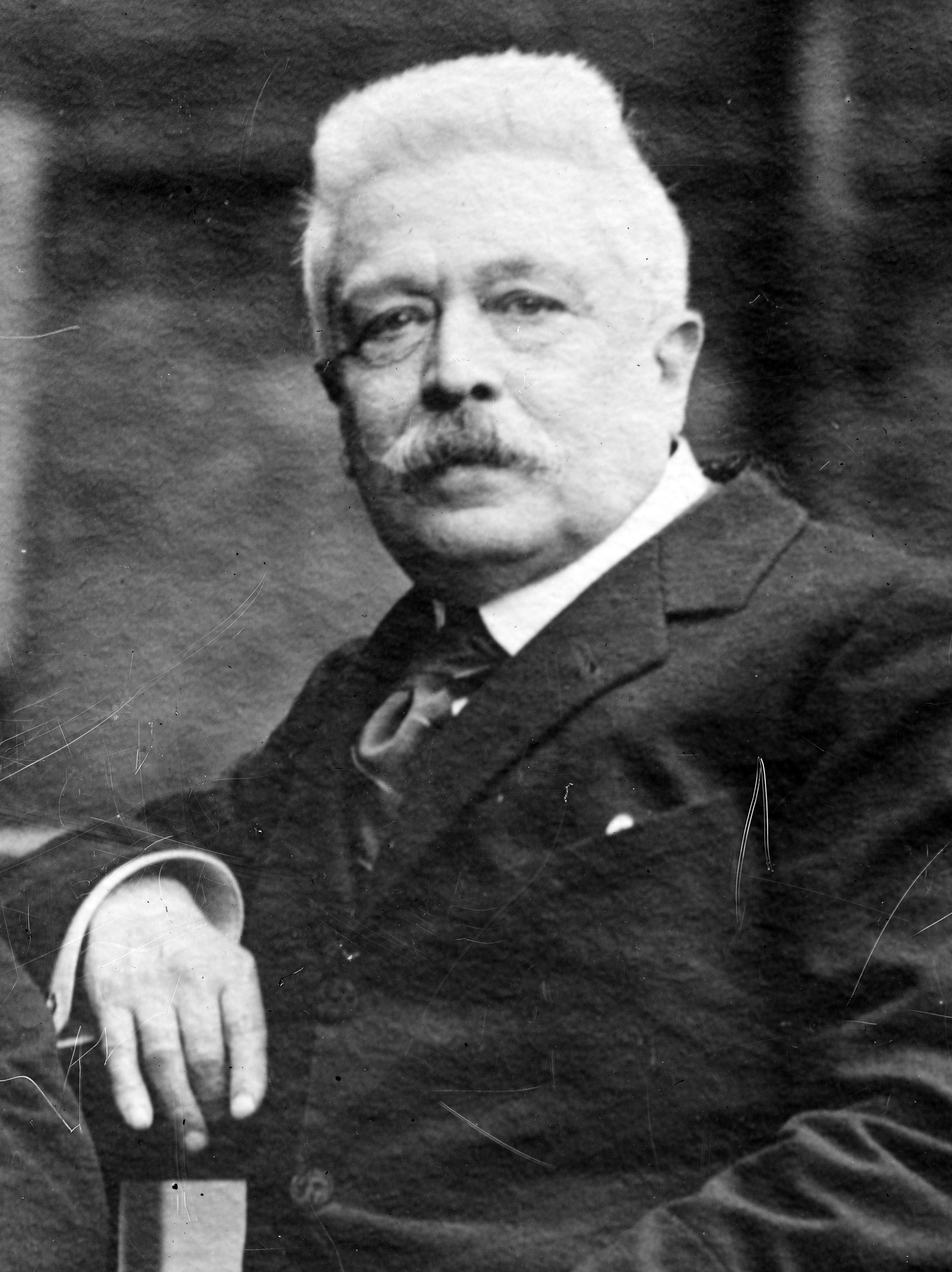
Vittorio Emanuele Orlando, prim-ministru al Italiei.

Vittorio Emanuele Orlando (19 mai 1860 – 1 decembrie 1952) a fost un diplomat și o politician italian. El s-a născut la Palermo, Sicilia. Tatăl său a  întârziată declararea nașterii  fiului său, de teama de celor 1.000 de patrioți înarmați ai lui Giuseppe Garibaldi care tocmai luaseră cu asalt Sicilia, în prima etapă a marșului lor pentru constituirea statului unificat italian El este de obicei numit "Premierul Victoriei".
În 1897 a fost ales în Camera Deputaților pentru districtul Partinico, unde a fost reales în mod constant până în 1925. El s-a aliat cu Giovanni Giolitti, care a fost prim-ministru al Italiei de cinci ori între 1892 și 1921.
Ca prim-ministru el  a condus delegația Italiei Paris Conferința de Pace din 1919. El a cerut îndeplinirea promisiunilor secrete din  Tratatul de la Londra din 1915, prin care Aliații au promis Italiei ample compensații teritoriale în Dalmația în schimbul Primul Război Mondial. Președintele american Woodrow Wilson s-a opus cu tărie cererilor lui Orlando. Ca urmare a poziției americane, Orlando a pierdut și sprijinul francez și britanic pentru satisfacerea revendicărilor teritoriale italiene. Acest lucru l-a făcut să părăsească Conferința de Pace. Cu toate acestea, s-a întors o luna mai târziu. Chiar și atunci nu a fost găsită nici o soluție satisfăcătoare pentru Italia. Orlando a demisionat și a fost urmat în funcția de premier de către Francesco Nitti. Așa-numita „victorie mutilată” a fost  folosită de propagandă pentru ascensiunea noii stele a politicii italiene, Benito Mussolini. Orlando a demisionat din Parlament în 1925 și s-a concentrat pe predare și scris.
În afară de rolul său politic important, Orlando este, de asemenea, cunoscut pentru scrierile sale, peste o sută de lucrări pe teme juridice și judiciare, el fiind și profesor de drept. 
El a fost printre părinții din Constituției Republicane, fiind membru al Adunării Constituantă , de asemenea, ca președinte al Camerei Deputaților. Orlando a candidat și la primele alegeri prezidențiale, pe care le-a pierdut în favoarea lui  Luigi Einaudi

## Georges Clemenceau

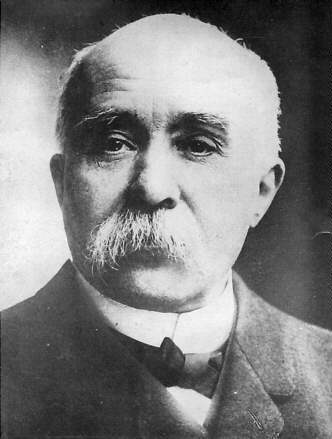
Georges Clemenceau, prim-ministrul Franței

Georges Benjamin Clemenceau (pronunția franceză: [ʒɔʁʒ klemɑso]; 28 septembrie 1841 – 24 octombrie 1929) a fost un om de stat francez, medic și jurnalist. El a fost prim-ministru al Franței între 1906 – 1909, și din nou, din 1917 până în 1920. 
El este de poreclit în mod obișnuit „Le Tigre” (Tigrul) și „Père-la-Victoire” (Tatăl Victoriei) pentru hotărârea cu care a acționat ca lider al Franței în timpul războiului.
„Succedându-i lui Paul Painlevé ca premier în noiembrie 1917, Clemenceau a format un guvern de coaliție în care el a fost, de asemenea, ministru de război. El a reînnoit moralul scăzut al Franței, i-a convins pe aliați să fie de acord cu un sistem unificat de comandă, și a stimult efortul de război cu vigoare până la victoria finală. Fiind în fruntea delegației franceze la Paris Conferința de Pace, Clemenceau a insistat asupra dezarmării Germaniei și nu a fost niciodată mulțumit cu Tratatul de la Versailles. El a fost principalul opozant al Woodrow Wilson, al cărui păreri le-a privit ca prea idealiste.”  Clemenceau a fost unul dintre negociatorii care și-au impus cel mai puternic punctul de vedere în prevederile Tratatului de la Versailles. Clemenceau a fost nemulțumit la finalul negocierilor că puterile semnatare nu au adoptat o poziție mai dură față de Germania. 

## Scopul
Deși la lucrările Conferinței de Pace au fost invitate mai mult de 20 de națiuni aliate, Cei Patru mari au fost puterile care au hotărât formele finale ale Tratatului de la Versailles cu Germania, Tratatului de la St. Germain cu Austria, Tratatului de la Neuilly cu Bulgaria,  Tratatului de la Trianon cu Ungaria și Tratatului de la Sèvres cu Imperiul Otoman. În timpul negocierilor de la   Versailles, Orlando a părăsit temporar conferința, deoarece cererile italiene nu erau luate în seamă, lăsând celelalte trei țări să fie principalii arhitecți ai păcii, grupul fiind cunoscut ca  „cei Trei Mari”.  Delegația italiană s-a reîntors la negocieri după 11 zile.